# パンゼーの乱

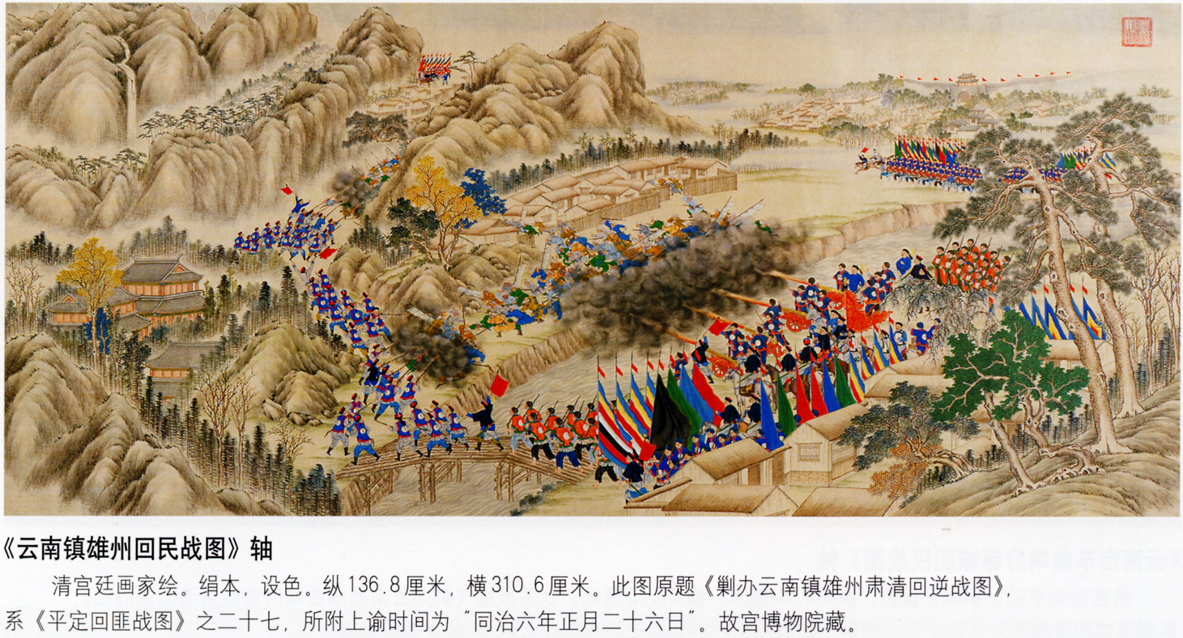
鎮雄の戦い

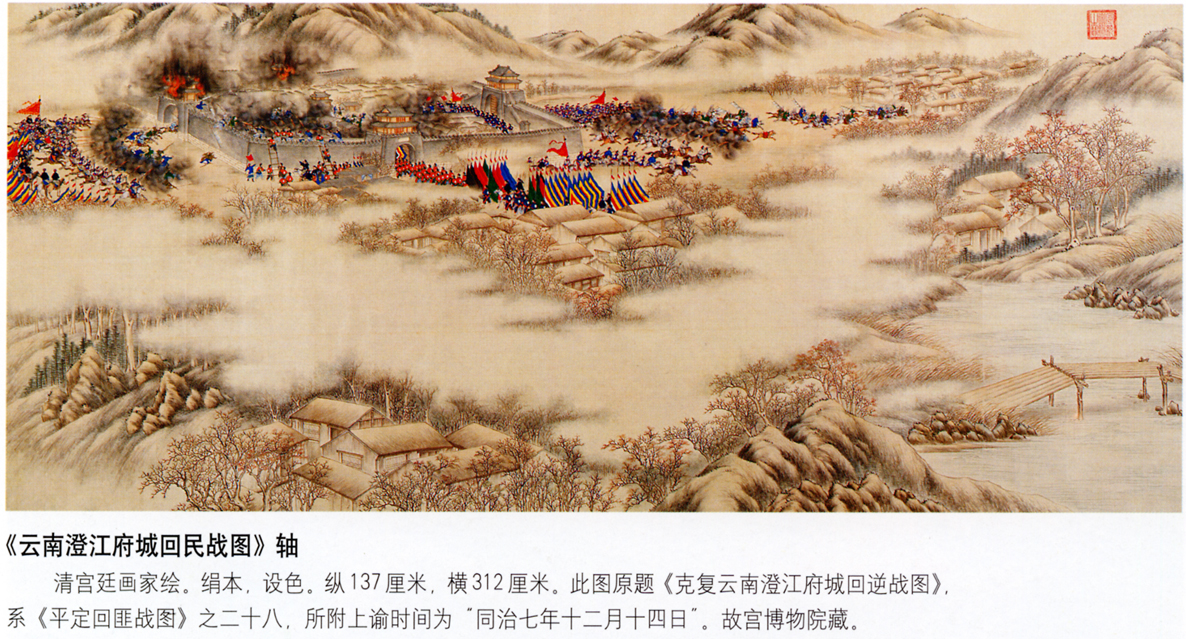
澄江の戦い

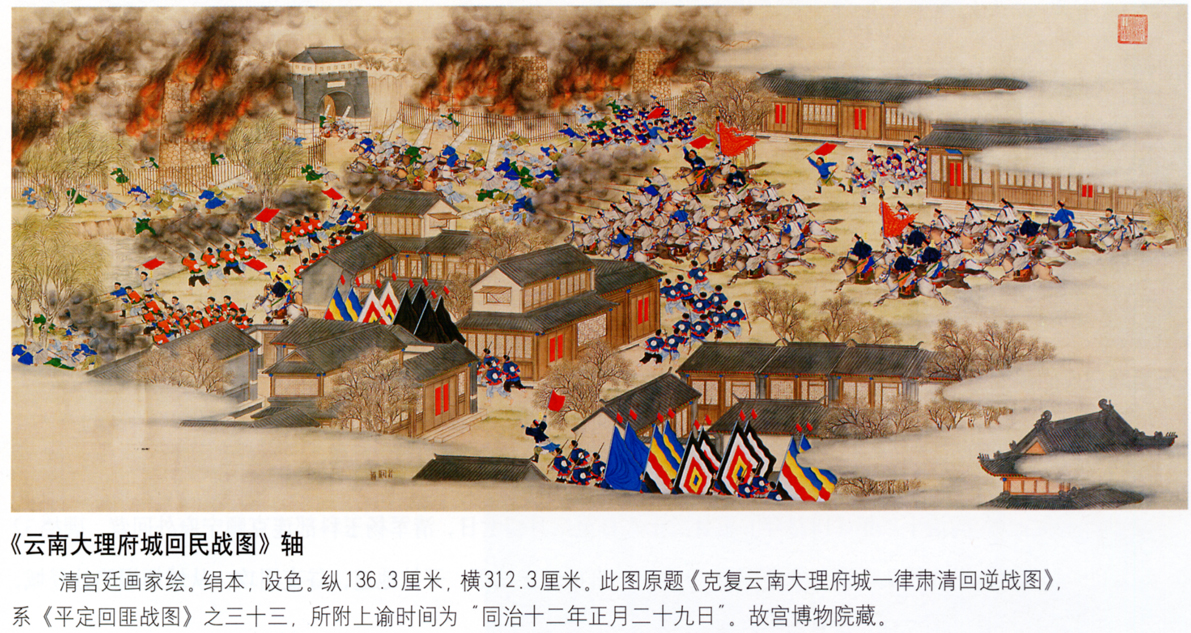
大理の戦い

パンゼー（潘泰）の乱は、1856年から1873年にかけて現在の中華人民共和国・雲南省で発生した回族主導によるムスリム系民族が清朝に対して起こした大規模な武装蜂起である。パンゼーはビルマ人（現ミャンマー）による雲南回民（チン・ホー族）の呼称である。この事件は中国では雲南回変、雲南回民起義あるいは杜文秀起義と呼ばれている。

## 反乱の原因
パンゼーの乱は1853年に錫鉱山で働く回族と漢族の労働者の対立が暴動に発展し、翌年に清朝当局が鎮圧に回族の虐殺を行ったことが原因である。当初の蜂起の指導者の一人であった馬徳新は自分の影響力の増大のみに執着し、おそらく保身のために1861年に清朝に投降した。その彼に続いたのが杜文秀で、永昌府出身の回族である。

## 戦いの経過
1856年、武装蜂起軍は雲南の西部都市大理を占領しそこを本拠地とし、清朝からの独立を宣言し回教自治政権である、平南国を樹立した。彼らの指導者杜文秀はスレイマン・イブン・アブド・アッラフマーンと称したが、一般的にはスルタン・スレイマンとして知られている。
武装蜂起軍は1857年、1861年、1863年、1868年の4回にわたって雲南省の省都昆明を包囲攻撃した。雲南南部出身で回族の武装蜂起軍指導者の馬如龍も1862年に昆明を攻撃したが、清朝から軍のポストを提示されて寝返った。彼の部下の一部はこれを不満に思い、1863年に彼の不在に雲貴総督の潘鐸を殺して昆明を奪取し、杜文秀に引き渡そうとした。しかし杜文秀の軍が着く前に馬如龍が清朝の岑毓英の支援を受け昆明の支配権を取り戻した。
その後、清朝政府側に寝返った回民や、漢民族の民間人から成る軍隊によって清朝は情勢を維持し続けた。フランス製の大砲を四川省から輸送するなどヨーロッパの新式の武器を用いたことで戦局は清朝の側に有利に傾き、武装蜂起軍はイギリス帝国のヴィクトリア女王に書信を送り国家としての承認および軍事支援を願ったが、拒否された。1871年末には武装蜂起軍の拠点は、杜文秀がいた大理しか残されていなかった。清朝政府の依頼で武器商人として訪れていたフランス領事のエミール・ロシェルが当時の見聞に基づいて書き残した『中国雲南省誌』によると、政府軍が大理まであと3里に迫った時に杜文秀が武装蜂起軍に対して停戦を命じたという。1873年1月15日、杜文秀は政府軍の営地に向かった。到着した時には杜文秀はすでに失神しており、その日の夕方に死亡した。

## 結果
武装蜂起の死者は100万人にのぼり、生き残った多くの回族の難民が周辺のビルマ、タイ、ラオスなどに逃れた。これが今日これらの国に存在する中国系回族の元である。

### 反乱がミャンマーに及んだ影響
パンゼーの乱はミャンマー（コンバウン王朝）に大きな負の影響を与えた。イギリスとの戦争の結果下ビルマ南部を奪われたミャンマーは豊かな穀倉地帯を失った。パンゼーの乱まで雲南を通して清から米を輸入していたミャンマーであったが、清朝の怒りを買いたくなかったミャンマーは清朝の要請どおり武装蜂起軍との交易を取りやめた。このため、米の輸入源を失ったミャンマーは米の輸入をイギリス帝国に頼るしか術はなかった。また、当時のミャンマーの経済は清への綿花の輸出に大きく頼っていたが、パンゼーの乱によってこれも実行不可となった。